# Anton Karas
Anton Karas (Viena, 7 de juliol de 1906 - 10 de gener de 1985) va ser un compositor i músic de Viena que va destacar com a intèrpret de la cítara. És ben conegut per ser l'autor de la banda sonora de l'adaptació cinematogràfica de El tercer home del director Carol Reed (1949) basada en la novel·la de Graham Greene.

## Biografia
Karas va néixer a Marchfeldstraße 17 al districte de Zwischenbrücken de Viena. Fins als 19 anys, va viure a Leystraße 46, la part de Zwischenbrücken que s'havia separat de Leopoldstadt el 1900 com a Brigittenau (avui districte 20 de Viena). Els seus pares van ser l'obrer de la fàbrica Karl Josef Karas (1883-1959) i Theresia Streckel (1884-1946), que es van casar el 18 d'agost de 1907. Va tenir quatre germans (Karl, Friedrich, Hermine i Maria).
Encara que el talent musical de Karas ja era reconegut a l'escola primària, les seves aspiracions de carrera per convertir-se en director d'orquestra no es van poder finançar. En canvi, el pare va decidir que el seu fill fes un aprenentatge com a muntador d'eines a partir de 1920, però va finançar classes de música per a ell i els seus altres fills. A la zona, els cinc nens que feien música van gaudir d'una certa fama i popularitat.
Paral·lelament al seu aprenentatge, Anton Karas va assistir a classes nocturnes a l'escola privada de música Pollux. Després de l'examen d'oficial el 1924, va estar breument emprat a Fross-Büssing KG en la construcció de vehicles, però va ser acomiadat el gener de 1925 "per falta de feina". Tanmateix, des que va començar a estudiar a l'Acadèmia de Música de Viena l'any 1924 (cosa que va continuar fent fins al 1928), sembla que aquest problema no l'hagués molestat gaire: com a soci d'Adolf Schneer, que era molt famós en aquell moment, va començar a tocar la cítara a les tavernes de vins de Sievering, i els seus ingressos aviat van superar els del seu pare.
El 14 de desembre de 1930, menys de tres mesos abans del naixement de la seva filla, es va casar amb Katharina Perger (1901–1986). De 1939 a 1945 va ser reclutat per a la defensa antiaèria de la Wehrmacht i es va desplegar temporalment a Rússia. Sempre portava una cítara amb ell, com ho demostren les fotos en què toca davant dels agents. Es diu que va perdre diversos instruments en el transcurs d'actes de guerra, però sempre va saber com aconseguir substitucions.

## Carrera internacional
L'any 1948 va ser descobert pel director de cinema anglès Carol Reed, que buscava música d'acompanyament per a la seva pel·lícula The Third Man, ambientada a Viena. Amb un contracte ben pagat per a aquella època -Karas va rebre una quota setmanal de 30 lliures esterlines i 20 lliures de diners de butxaca i totes les altres despeses- va anar a Londres el 1949 per gravar tota la música de la pel·lícula als estudis Londons Films del germans Alexander i Zoltan Korda per aconseguir-ho. Això va donar lloc al famós tema Harry Lime, que porta el nom del personatge de la pel·lícula Harry Lime, que va contribuir significativament a l'èxit llegendari d'aquesta pel·lícula. Altres innovacions musicals que Karas va aportar a aquesta pel·lícula solen passar desapercebudes. La càrrega de treball de Karas és de "fins a 14 hores al dia" durant les 12 setmanes que va estar emprat allà. El vienès enyorat sovint volia sortir del contracte i tornar a casa, cosa que Reed sempre va saber prevenir. Karas va dir més tard que el van "tenir com un esclau" de vegades.
L'enganxosa melodia es va convertir en un èxit, i l'intèrpret i compositor, que havia estat completament desconegut fora de Viena, es va convertir en un músic cèlebre. Es van vendre 100.000 discos només tres setmanes després de l'estrena de la pel·lícula; als països anglòfons la pel·lícula de vegades només es deia The Zither Film. Als EUA, Karas va ser el primer austríac a liderar la llista d'èxits. Va fer diverses gires més llargues, on va tocar davant la princesa Margarida, la reina Juliana I, els membres de la família reial sueca, el papa Pius XII. i l'emperador japonès Hirohito, i segons les seves pròpies declaracions, sempre va patir nostalgia. Després de la primera gran gira per Europa i els EUA, va ser rebut a l'aeroport el juliol de 1950 pel canceller Leopold Figl i altres membres del govern.
A partir dels ingressos de la venda dels discos i dels alts drets d'autor pel tema Harry Lime, Karas va obrir l'elegant restaurant Heurigen a Sievering l'any 1954. Tot i que es va convertir en un element del programa "obligatori" per a estrelles internacionals i una atracció turística internacional, l'artista Karas no estava satisfet: amb motiu de la seva jubilació el 1966, va renunciar-hi. Més tard va assenyalar que hauria preferit actuar en llocs habituals davant d'un públic vienès normal que entenia a ell, el seu idioma i la seva música. Després de la seva mort, Karas va ser enterrat en una tomba honorífica al cementiri de Sievering (grup 28, fila 9, número 9/10).

## Honors
- 1976 Goldenes Verdienstzeichen des Landes Wien
- 1990 Benennung einer öffentlichen Verkehrsfläche in Anton-Karas-Platz im 19. Wiener Gemeindebezirk Döbling[4]
- 2006 Enthüllung einer Gedenktafel am Haus Leystraße 46 in Wien-Brigittenau[5]

## Curiositats
- Les llegendes envolten la trobada de Reed i Karas; cap d'això està assegurat històricament fins avui.
- L'octubre de 1955, Karas va poder tocar a les celebracions que marcaven la restauració de la independència d'Àustria. No cal dir que va incloure la seva peça més famosa.
- La pel·lícula amb la música de la cítara de Karas es considera una de les exportacions culturals més reeixides de la Viena de la postguerra.
- Hi ha hagut afirmacions per part d'altres que "Toni" Karas va ser l'autor de la seva obra de fama mundial, però mai s'han perseguit amb èxit.
- De les poques composicions que Karas va crear mai, cap va tenir un èxit ni de lluny semblant.